# Чемпіонат світу з трекових велоперегонів 1926
Чемпіонат світу з трекових велоперегонів 1926 проходив з 24 липня по 1 серпня 1926 року в Італії. Змагання проводилися у спринті та гонці за лідером серед професіоналів та у спринті серед аматорів. Гонку за лідером провели в Турині, а решту дисциплін - в Мілані.

## Медалісти

### Чоловіки
Професіонали
| Дисципліна       | Золото        | Срібло         | Бронза       |
| Спринт           | Піт Москопс   | Чезаре Моретті | Люсьен Мішар |
| Гонка за лідером | Віктор Лінарт | Гюстав Ґане    | Пауль Сутер  |

Аматори
| Дисципліна | Золото            | Срібло        | Бронза          |
| Спринт     | Аванті Мартінетті | Леон Ґельвейн | Антуан Мазейрак |

## Загальний медальний залік
| Місце  | Країна     | Золото | Срібло | Бронза | Загалом |
| ------ | ---------- | ------ | ------ | ------ | ------- |
| 1      | Італія     | 1      | 1      |        | 2       |
| 2      | Нідерланди | 1      |        | 1      | 2       |
| 3      | Бельгія    | 1      |        |        | 1       |
| 4      | Франція    |        | 2      | 1      | 3       |
| 5      | Швейцарія  |        |        | 1      | 1       |
| Всього | Всього     | 3      | 3      | 3      | 9       |